# 383

## Nașteri
- dată necunoscută: Melania Romana  (d. 439)

## Decese
- 25 august: Grațian  (n. 359)
- dată necunoscută: Wulfila  (n. 311)
- dată necunoscută: Sfântul Frumentie  (n. ?)
- 30 mai: Isaachie Mărturisitorul sfânt grec bizantin (n. ?)